# Segusiavos

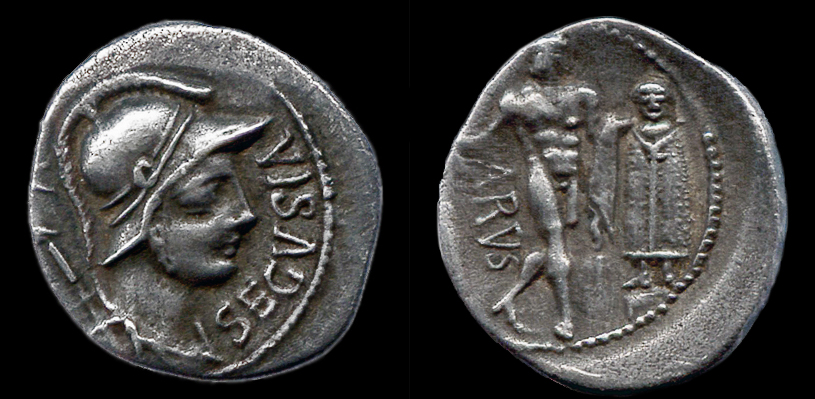
Segusia vs Arvs

Segusiavos (em latim: Segusiavi; romaniz.: lit. "Vencedores") era uma tribo celta da Gália, cuja fortaleza estava localizada em Lugduno (atual Lião). O nome "segusiavos" pode ter sido um nome alternativo dos "segobriges" que estiveram lendariamente envolvidos com os gregos na Gália pré-romana e com o mito fundador de Massália (atual Marselha).